# Старый диспансер
Старый диспансер (англ. Old Dispensary) — также известный как Диспансер Итнашири, представляет собой историческое здание в Каменном городе на Занзибаре. Расположен на берегу моря, на Мизингани-роуд, рядом с Дворцом султана и гаванью. В первой половине XX века здесь располагался диспансер.
Диспансер является одним из самых изысканно украшенных зданий Каменного города, символом мультикультурной архитектуры и наследия города. Деревянные резные балконы с витражами выполнены в индийском стиле. Основное здание построено из кораллов и известняка, покрыто тонким слоем штукатурки стукко в европейском неоклассическом стиле. Внутри здания расположен крытый двор и резные мостики, соединяющие этажи.
Диспансер — одна из главных туристических достопримечательностей Каменного города, на территории диспансера также имеется небольшой музей истории Занзибара.

## История

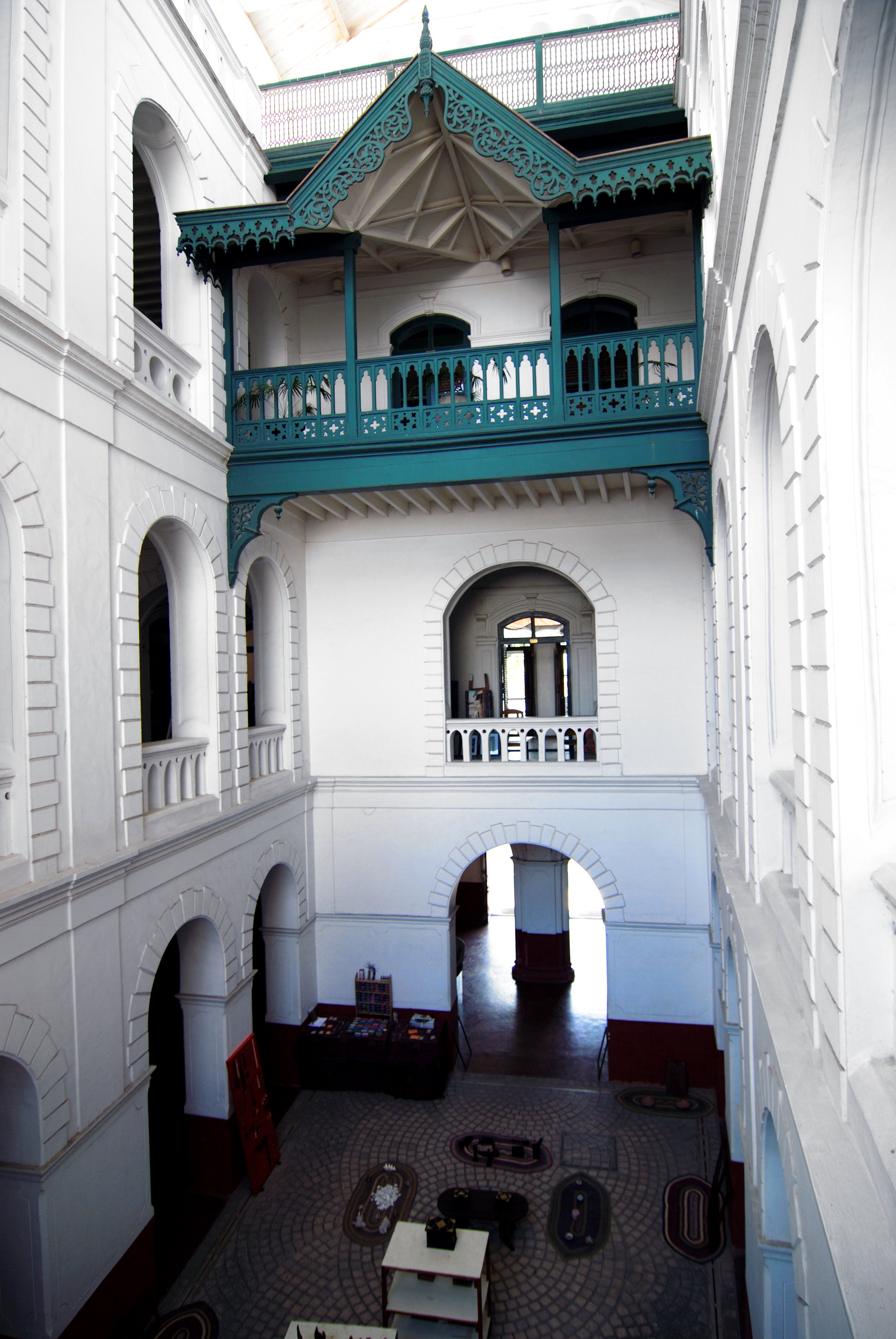
Внутренний двор

В 1887 году началось строительство диспансера богатым индийцем-исмаилитом Тарией Топаном в честь золотого юбилея королевы Виктории. Планировалось использовать здание в качестве благотворительной больницы для бедных. Когда Тария Топан умер в 1891 году, здание не было достроено. Его вдова возобновила работы, но была вынуждена приостановить их в 1893 году, поскольку бюджет был исчерпан. В том же году из-за семейной ссоры здание было продано новому владельцу, который завершил его строительство в 1894 году.
В 1900 году здание купил другой известный индийский купец, живший на Занзибаре, Хаджи Насер Нурмохамед, который решил, что первый этаж будет использоваться как диспансер, а верхние этажи будут разделены на квартиры.
В 1964 году, после Занзибарской революции (в результате которой большинство индийцев Занзибара, включая тех, кто жил в диспансере, бежали за границу), здание было реквизировано правительством, а затем пришло в запустение и упадок. В 1990 году в рамках генерального плана реконструкции исторических зданий Каменного города Aga Khan Development Network получил от Революционного правительства Занзибара разрешение на восстановление диспансера, которое было завершено в апреле 1994 года.